# Jacques de Prunelé
Jacques de Prunelé (Estrées-Deniécourt, 21 de junio de 1876-niza, 21 de octubre de 1957) fue un jinete francés que compitió en la modalidad de salto ecuestre. Participó en los Juegos Olímpicos de París 1900, obteniendo una medalla de bronce en la prueba de salto largo.

## Palmarés internacional
| Juegos Olímpicos | Juegos Olímpicos | Juegos Olímpicos  | Juegos Olímpicos |
| Año              | Lugar            | Medalla           | Categoría        |
| ---------------- | ---------------- | ----------------- | ---------------- |
| 1900             | París (Francia)  | Medalla de bronce | Salto largo      |